# Yuishinkan

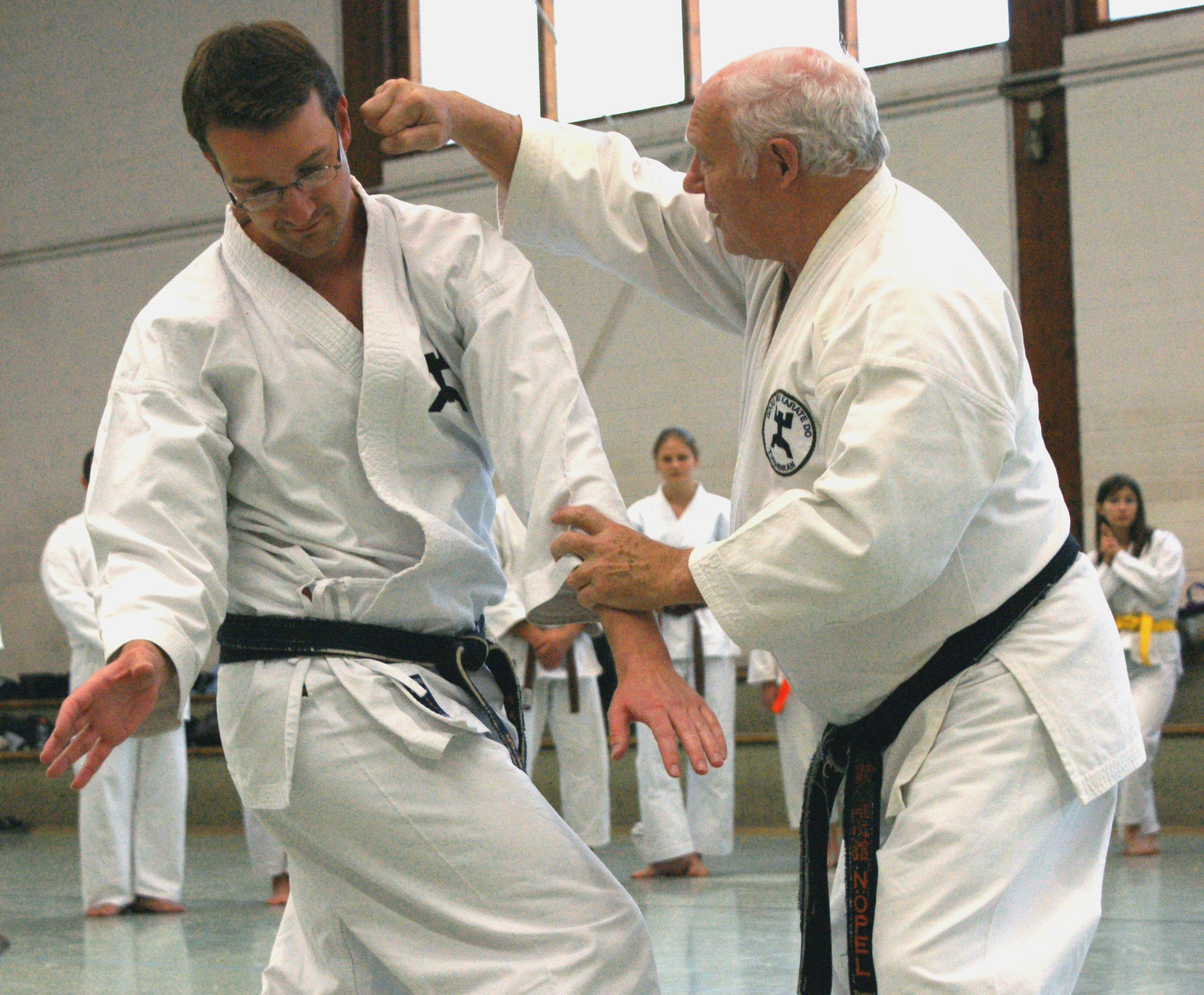
Yuishinkan-Lehrgang mit Fritz Nöpel in Witten 2010

Yuishinkan (auch Yuishin-Kan, jap. 唯心舘 oder 唯心館, Haus des Geistes, gerne auch als Halle des tapferen (aufrichtigen) Herzens interpretiert) ist der Name eines Dōjō in Ōsaka, Japan, und einer Unterströmung des Karate-Stils Gōjū-Ryū mit größter Verbreitung in Deutschland und Mexiko.

## Dōjō
Yuishinkan wurde 1953 als kommerzielles Dōjō von Kisaki Tomoharu gegründet. Fritz Nöpel begann 1958 als einer der wenigen Schüler Gōjū-Ryū Karate im Yuishinkan zu erlernen. Das Yuishinkan war bekannt für sein hartes, ausdauerlastiges Training und hat einige Besonderheiten, wie z. B. die von Kisaki eingeführten Yakusoku-Kumite-Formen Kumite-Ura (bei denen der Angreifer gewinnt) und Nage-Waza (Würfe, Fußfeger und Hebel). Das Yuishinkan hat ebenfalls ein eigenes Dōjōkun und sogar ein eigenes Lied, Yuishinkan no Ka 唯心舘の歌, in dessen Text Hingabe an das Dōjō ausgedrückt wird. Nach dem Tod Kisakis 1996 übernahmen Shigeru Nagoya und Norichika Nakayama die Leitung.

### Logo

Logo des Yuishinkan

Das Logo des Yuishinkan stellt in stilisierter Form einen Drachen dar, der sich in einer Stellung präsentiert, in der er dem Gegenüber zeigt, dass er überall angreifbar zu sein scheint. Der Drache ist eins der Tiere in der Kampfkunst, das die meisten Waffen hat und sich nicht auf nur eine Form des Angriffs oder der Verteidigung festlegt. So zeigt er sich bewusst in dieser Position, um sein Gegenüber mit seiner Arglist in falscher Sicherheit zu wiegen, um ihn dann zu vernichten. Dieses Symbol stimmt mit dem Familienzeichen einer alten Adelsfamilie von Ryūkyū (Okinawa) überein. Das Yuishinkan-Symbol findet sich oft als Aufnäher oder gestickt an den Karate-Gi der Karateka. Fälschlicherweise wird es in Deutschland häufig Yuishinkan-Männchen genannt.
Das Yuishinkan-Logo ist nicht in Unicode enthalten, aber grafisch sehr ähnliche Zeichen.
| Zeichen | Unicode | Bezeichnung                 |
| ------- | ------- | --------------------------- |
| ᛯ       | U+16EF  | Rune Tvimadur-Symbol        |
| ⵣ       | U+2D63  | Tifinagh-Schriftzeichen Yaz |

### Dōjōkun
Kisaki Tomoharu stellte für sein Dōjō ein Dōjōkun mit fünf Regeln auf.
1. Hitotsu: regi o tadashiku 一、礼儀を正しく
Eins gilt: Übe mit korrektem Benehmen und Etikette!
2. Hitotsu: tayu mazu tsuzuke 一、たゆまずつづけ
Eins gilt: Übe unermüdlich weiter!
3. Hitotsu: muri o sezu 一、たゆまずつづけ
Eins gilt: Übertreibe nicht!
4. Hitotsu: man shin sezu 一、慢心せず
Eins gilt: Übe ohne Stolz!
5. Hitotsu: shin mi no tanren o su 一、心身の鍛錬をす
Eins gilt: Forme Körper und Geist!

## Unterströmung des Gōjū-Ryū

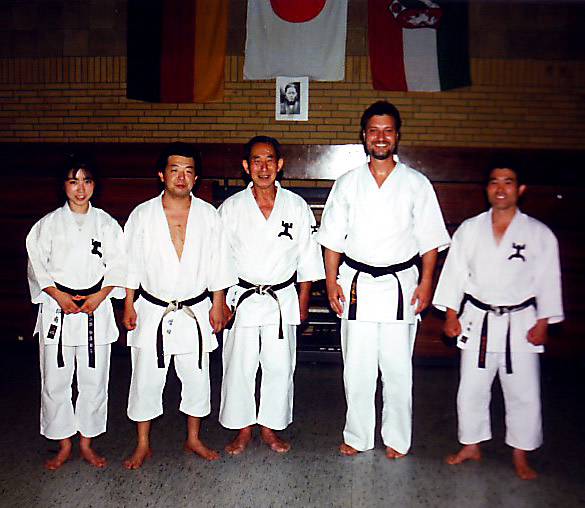
Kisaki Tomoharu (Mitte) auf einem Internationalen Sommerlehrgang in Kamen

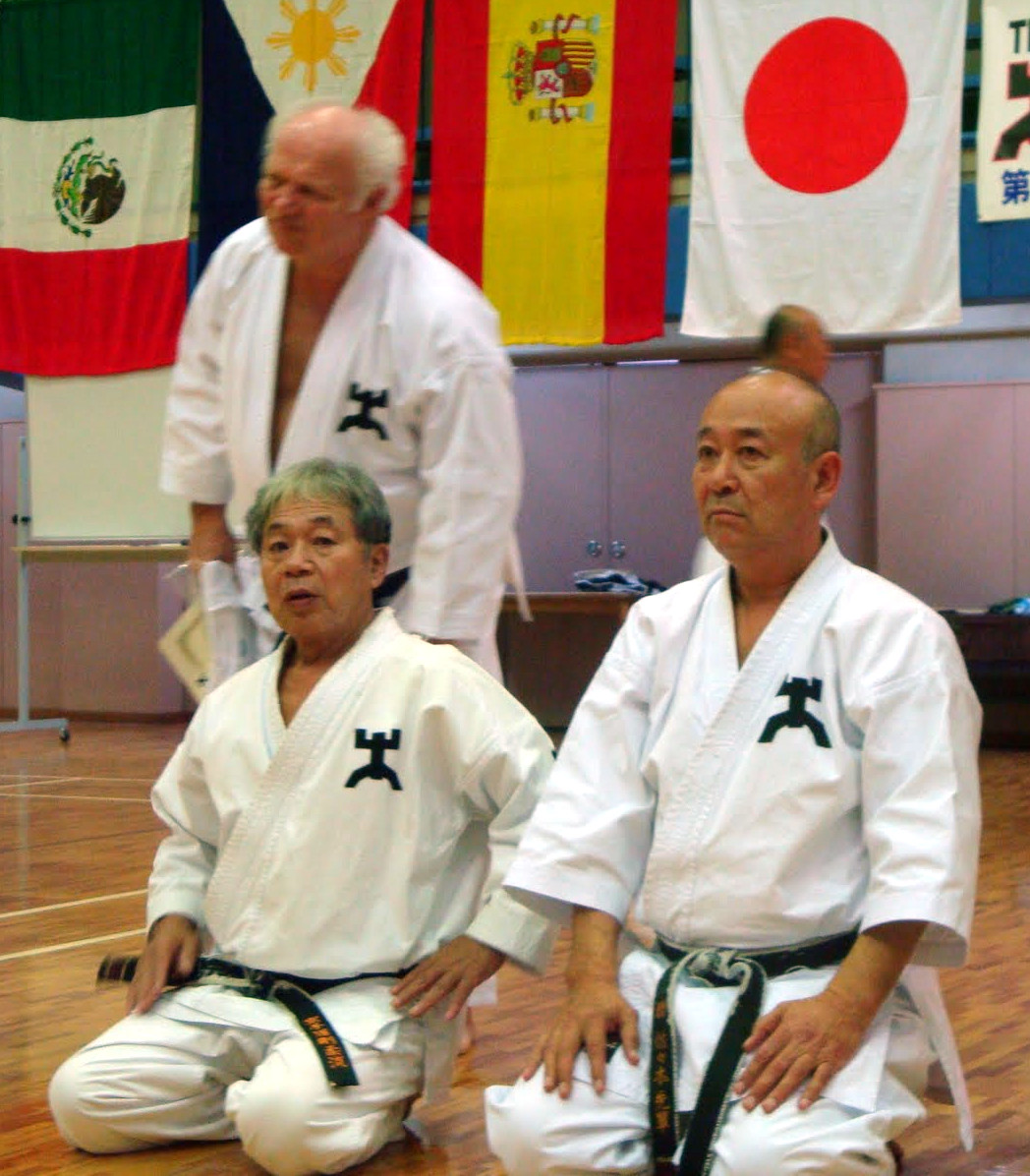
Fritz Nöpel, Shigeru Nagoya und Toshiro Sasaki auf dem 11. Yuishinkan Kata-Seminar 2009 in Japan

Fritz Nöpel verbreitete nach seiner Rückkehr nach Deutschland 1967 die Stilrichtung des Gōjū-Ryū Yuishinkan. Die überwiegende Anzahl der Gōjū-Ryū-Karateka in Deutschland gehört heute dieser Unterströmung an. Honbu Dōjō für Europa ist der Karate-Club Kamen. Jährlich an Christi Himmelfahrt findet in Kamen der sog. „Internationale Sommerlehrgang“ der Yuishinkan-Unterströmung statt.
Die Yuishinkan-Unterströmung ist auch in Mexiko relativ weit verbreitet. Repräsentant für Mexiko und die USA ist Toshiro Sasaki, 7. Dan, in Mexiko-Stadt, der ebenfalls ein direkter Schüler von Kisaki Tomoharu ist.
Alle zwei Jahre findet in Japan das Karate-Do Goju-Ryu International Yuishin-Kan Kata-Seminar statt.

## Videos
- Andreas Ginger: Goju-Ryu Kata. Videoproduktion Geupel (DVD, ohne Altersbeschränkung, ca. 100 min)
- Mario Holderbach: Goju-Ryu-Kata. Best Fitness Solutions (DVD, ohne Altersbeschränkung)
- Christian Winkler, Wolfgang Jordan: Kumite Ura. (DVD, ohne Altersbeschränkung)